# Aradus occidentalis
Aradus occidentalis är en insektsart som beskrevs av Nicholas A. Kormilev 1980. Aradus occidentalis ingår i släktet Aradus och familjen barkskinnbaggar. Inga underarter finns listade i Catalogue of Life.